# Hendrik Hering
Hendrik Hering (ur. 13 kwietnia 1964 w Hachenburgu) – niemiecki polityk, działacz Socjaldemokratycznej Partii Niemiec (SPD), minister gospodarki, transportu, rolnictwa i winiarstwa Nadrenii-Palatynatu (2006–2011), prezydent Landtagu Nadrenii-Palatynatu (od 2016).

## Życiorys
W 1983 ukończył szkołę średnią (Abitur) w prywatnym gimnazjum cystersów w Marienstatt. Następnie studiował prawo na Uniwersytecie im. Johanna Gutenberga w Moguncji. Odbył służbę zastępczą w ośrodku opieki dla osób z niepełnosprawnościami w Hachenburgu. W latach 1992–2001 prowadził własną kancelarię prawną.
Od 1989 roku jest członkiem rady powiatu Westerwald, a w latach 1989–2001 pełnił urząd burmistrza miasta Hachenburg. Od 2001 roku był sekretarzem stanu w Ministerstwie Środowiska i Leśnictwa, a następnie w Ministerstwie Spraw Wewnętrznych i Sportu Nadrenii-Palatynatu. W latach 2006–2011 zasiadał w rządzie krajowym jako minister gospodarki, transportu, rolnictwa i winiarstwa. Po zakończeniu pracy w rządzie kierował frakcją parlamentarną swojej partii w Landtagu.
Funkcję prezydenta Landtagu Nadrenii-Palatynatu objął po raz pierwszy w 2016 roku. 18 maja 2021 został wybrany na kolejną kadencję.
Jest żonaty i ma troje dzieci.